# Krajowy Sekretariat Kolejarzy NSZZ „Solidarność 80”
Krajowy Sekretariat Kolejarzy NSZZ „Solidarność 80” jest częścią zawodową Komisji Krajowej NSZZ „Solidarność 80”. Zrzesza pracowników grupy spółek PKP.
Związek jest jednym z członków centrali związkowej pn Forum Związków Zawodowych, z siedzibą w Warszawie.

## Przewodniczący związku
- do 2008 - Waldemar Sobczak
- od 2008 - Ryszard Wrzaszcz

## Siedziba
Zarząd Krajowy związku mieści się w kompleksie budynków - przed wojną: b. Dyrekcji Kolei Państwowych, po wojnie: najpierw Dyrekcji Okręgowej Kolei Państwowych, następnie Centralnej Dyrekcji Okręgowej Kolei Państwowych, zaś obecnie jednej ze spółek kolejowych: PKP Polskie Linie Kolejowe, nieopodal dworca Warszawa Wileńska.